# سرخوشم کن
«سرخوشم کن» (انگلیسی: Rock Me) ترانه‌ای گلم راک از ابرگروه سوئدی موسیقی پاپ آبا است که در سال ۱۹۷۶ منتشر شد.

## جداول موسیقی
| جدول (۱۹۷۶)                    | بالاترین رتبه |
| ------------------------------ | ------------- |
| استرالیا (گزارش موسیقی کنت)    | ۴             |
| نیوزیلند (ریکوردد میوزیک ان‌زد) | ۲             |

| جدول (۱۹۷۶)                 | رتبه |
| --------------------------- | ---- |
| استرالیا (گزارش موسیقی کنت) | ۱۴   |